# Kundi
Kundi – jezioro leżące w Sudanie w prowincji Darfur Południowy, na wysokości około 460 m n.p.m. Najbliższym miastem jest El Fasher (350 km na północ). Jezioro ma powierzchnię 1200 ha, jednakże w porze suchej osiąga jedynie 100-200 ha. Głębokość maksymalna w porze deszczowej wynosi około 3 m, w porze suchej 2 m. Powierzchnię pokrywają rośliny z gatunków Ceratophyllum demersum oraz Najas pectinata. Z ryb odnaleziono przedstawicieli Clarias lazera i Tilapia zillii.

## Awifauna
Jezioro Kundi nie jest chronione, jednakże od roku 2001 klasyfikowane jest przez BirdLife International jako Important Bird Area. Na obszarze jeziora i w jego najbliższej okolicy występuje jeden gatunek narażony na wyginięcie, koronnik czarny (Balearica pavonina), jeden bliski zagrożenia - drop arabski (Ardeotis arabs) oraz wiele innych niezagrożonych gatunków, jak np. dzierzbal kreskowany (Corvinella corvina), chwastówka lisia (Cisticola troglodytes), popielatka białogardła (Eremomela pusilla) i dziergacz wąsaty (Plocepasser superciliosus).